# Besándote
«Besándote» es una canción grabada por la banda colombiana Piso 21, perteneciente a su segundo álbum de estudio, Ubuntu (2018). Fue presentado el 21 de abril de 2017 como el segundo sencillo de dicho álbum.

## Antecedentes y composición
La canción marca la evolución de la banda en cuanto a su popularidad, ya que dicha canción se convertiría en el primer hit de ellos.
«Besándote» es una canción que destaca el estilo de Piso 21. Tiene una duración de tres minutos y 8 segundos en su versión original, mientras que el videoclip dura tres minutos y 53 segundos. Fue escrita por Pablo Mejía Bermúdez (Pablo), Juan David Huertas Clavijo (El Profe), David Escobar Gallego (Dim), Juan David Castaño Montoya (Llane), Salomón Villada Hoyos (Ferxxo) y Alejandro Patiño.
La canción se volvió tan popular que, se lanzó una campaña con el hashtag #KissingYouChallenge el cual, sugería que suban una foto a Instagram donde se esté besando a alguien.

## Video musical
El videoclip se grabó a finales de agosto en la ciudad de Mar del Plata bajo la dirección de David Bohorquez y la actuación de la modelo argentina Victoria Irouléguy.

### Sinopsis
En el video musical, aparecen Pablo, El Profe, Dim y Llane siendo parte de una fiesta. A la vez, se muestra una simpática historia de amor y aventura entre Llane y Victoria. También se puede apreciar paisajes diversos de Mar del Plata como los acantilados.
Al final de la canción, se muestra una escena donde El Profe observa su teléfono, donde aparecen fotos de su hijo recién nacido, con la nota escrita: "Dedicado con mucho cariño a Emanuel Huertas Olivo, quien llegó al mundo en Medellín, Colombia, mientras este video fue grabado en Mar del Plata, Argentina".

## Colaboración de Anne-Marie
Una segunda versión de «Besándote» en compañía de la cantante británica Anne-Marie fue presentada el 31 de agosto de 2017. Tiene una duración de tres minutos y 22 segundos en su versión original y videoclip. Fue escrita por Anne-Marie, Rose Nicholson y Jeniffer Declive en su letra en inglés.

## Posiciones
| Listas (2017)              | Mejor posición |
| -------------------------- | -------------- |
| Argentina (Monitor Latino) | 9              |
| Chile (Monitor Latino)     | 8              |
| Colombia (National Report) | 11             |
| Ecuador (National Report)  | 18             |
| México Airplay (Billboard) | 39             |
| Paraguay (Monitor Latino)  | 3              |

## Certificaciones
| País      | Certificación | Ventas |
| --------- | ------------- | ------ |
| Argentina | Oro           | 10,000 |
| España    | Platino       | 40,000 |